# Money Made
Anything Goes è un singolo del gruppo musicale australiano AC/DC, il quarto e ultimo estratto dal quattordicesimo album in studio Black Ice e pubblicato il 5 luglio 2009.
Il bassista Cliff Williams ha dichiarato che è la sua traccia preferita dell'album Black Ice.

## Tracce
1. Money Made – 4:15